# Коонъях
Коонъях (устар. Коон-Ях) — река в России, протекает по Нефтеюганскому району Ханты-Мансийского АО. Устье реки находится в 130 км по левому берегу реки Большой Балык. Длина реки составляет 62 км, площадь водосборного бассейна 474 км².
Высота устья — 37 м над уровнем моря.

## Притоки
(км от устья)
- 28 км: Энтльигый (лв)
- 30 км: Икигль (лв)

## Данные водного реестра
По данным государственного водного реестра России относится к Верхнеобскому бассейновому округу, водохозяйственный участок реки — Обь от города Нефтеюганск до впадения реки Иртыш, речной подбассейн реки — Обь ниже Ваха до впадения Иртыша. Речной бассейн реки — (Верхняя) Обь до впадения Иртыша.
Код объекта в государственном водном реестре — 13011100212115200049134.